# Daihatsu Fellow Buggy
El Daihatsu Fellow Buggy (ダイハツ・フェローバギィ, Daihatsu Ferō Bagii) fou un kei car o automòbil lleuger d'estil Buggy produït només durant l'any 1970 pel fabricant d'automòbils japonés Daihatsu. En van fabricar només 100 unitats i només al Japó amb l'excepció de la regió de Tōhoku i Hokkaidō. Fou un model únic en el món dels kei, valorats en l'època per la seua practicitat o baix consum. El seu nom en codi fou L37PB.
Prenent com a base mecànica la tercera generació del Daihatsu Hijet, el Fellow Buggy equipava el mateix motor, xassis i transmissió que la Fellow camioneta. Es substituí la carrosseria comuna per una altra feta en plàstic reforçat amb fibra. Amb només dos seients per a passatgers i un espai de càrrega de 150 quilos, va ser homologat com a camioneta (automòbil comercial lleuger). El motor era el mateix que el del Fellow millorat, un motor bicilíndric en línia de 356 centímetres cúbics amb 26 cavalls de potència. El Fellow Buggy tenia una velocitat màxima de 95 quilòmetres per hora.
El sostre estava fet amb vinil. El veloímetre, provinent del Fellow Pick-Up, es trobava al costat esquerre del volant, a la part central del panell de comandaments. Els comandaments per a encendre els llums i els eixugaparabrises es trobaven en línia front al volant.